# Ива яйцевиднолистная
И́ва яйцевидноли́стная (лат. Salix ovalifolia) — вид цветковых растений из рода Ива (Salix) семейства Ивовые (Salicaceae).

## Распространение и экология
В природе ареал вида охватывает северные районы Восточной Сибири, Дальний Восток России и Северную Америку.
Произрастает в лишайниковой, полярной и альпийской тундре.

## Ботаническое описание
Распростёртый кустарничек. Ветви длиной до 30 см, в молодости покрытые волосками, позже голые, бурые.
Почки мелкие, бурые, ресничатые, позже голые. Листья обратнояйцевидные или эллиптические, чаще тупые, реже с остроконечием, кожистые, голые или по краю ресничатые и снизу по жилкам немного волосистые, цельнокрайные, с завороченным краем, длиной до 1,2—2 см, шириной 0,6—1,8 см, на тонких, ресничатых черешках.
Серёжки боковые, длиной 1—2 см, шириной около 1 см, эллиптические, продолговатые или яйцевидные, довольно густые. Прицветные чешуи буро-рыжие или фиолетово-бурые, обратнояйцевидно-округлые или ложковидные, беловолосистые или ресничатые, плотно облегающие основание завязи. Тычинки в числе двух, свободные, голые, с желтыми нитями и желтыми, округлопродолговатыми пыльниками. Завязь длиной до 3—4 мм, фиолетово-буроватая, продолговато-ланцетная, голая, почти сидячая; столбик заметный, длиной до 0,5—0,7 мм; рыльца бурые, двураздельные.
Плод — голая коробочка длиной до 8 мм.

## Классификация

### Таксономия
Вид Ива яйцевиднолистная входит в род Ива (Salix) семейства Ивовые (Salicaceae) порядка Мальпигиецветные (Malpighiales).
|  |                                      |  |                                                             |                                                             |                  |  | ещё 36 семейств (согласно Системе APG II) | ещё 36 семейств (согласно Системе APG II) |                          |  |  |  | ещё более 500 видов |
|  |                                      |  |                                                             |                                                             |                  |  | ещё 36 семейств (согласно Системе APG II) | ещё 36 семейств (согласно Системе APG II) |                          |  |  |  | ещё более 500 видов |
|  |                                      |  |                                                             | порядок Мальпигиецветные                                    |                  |  |                                           |                                           | род Ива                  |  |  |  |                     |
|  |                                      |  |                                                             | порядок Мальпигиецветные                                    |                  |  |                                           |                                           | род Ива                  |  |  |  |                     |
|  | отдел Цветковые, или Покрытосеменные |  |                                                             |                                                             | семейство Ивовые |  |                                           |                                           | вид Ива яйцевиднолистная |  |  |  |                     |
|  | отдел Цветковые, или Покрытосеменные |  |                                                             |                                                             | семейство Ивовые |  |                                           |                                           |                          |  |  |  |                     |
|  |                                      |  | ещё 44 порядка цветковых растений (согласно Системе APG II) | ещё 44 порядка цветковых растений (согласно Системе APG II) |                  |  |                                           | ещё около 57 родов                        | ещё около 57 родов       |  |  |  |                     |
|  |                                      |  |                                                             | ещё 44 порядка цветковых растений (согласно Системе APG II) |                  |  |                                           |                                           | ещё около 57 родов       |  |  |  |                     |

### Разновидности
В рамках вида выделяют несколько разновидностей:
- Salix ovalifolia var. arctolitoralis (Hultén) Argus
- Salix ovalifolia var. cyclophylla (Rydb.) Ball
- Salix ovalifolia var. glacialis (Anderss.) Argus
- Salix ovalifolia var. ovalifolia